# Wasilij Żylin
Wasilij Iwanowicz Żylin (ros. Василий Иванович Жилин, ur. 7 sierpnia?/20 sierpnia 1915 we wsi Wierchnije Biełozierki obecnie w rejonie stawropolskim w obwodzie samarskim, zm. 24 lipca 1947 w Stawropolu nad Wołgą) – radziecki wojskowy, starszyna, Bohater Związku Radzieckiego (1945).

## Życiorys
Urodził się w rodzinie chłopskiej. Miał wykształcenie podstawowe, pracował w kołchozie, później na budowach w Jarosławiu i Omsku. Od 1937 do 1940 służył w Armii Czerwonej, we wrześniu 1939 brał udział w ataku na Polskę, później w wojnie z Finlandią. Po zwolnieniu do rezerwy pracował w różnych zakładach w Jarosławiu i Omsku, w grudniu 1941 ponownie został powołany do armii i w 1942 skierowany na front wojny z Niemcami. Był starszyną kompanii 199 gwardyjskiego pułku piechoty 67 Gwardyjskiej Dywizji Piechoty 6 Gwardyjskiej Armii 1 Frontu Nadbałtyckiego. Wyróżnił się podczas walk w obwodzie witebskim przy forsowaniu Zachodniej Dźwiny oraz w walkach na przyczółku. W nocy na 25 czerwca 1944 wraz z grupą żołnierzy przeprawił się na zachodni brzeg Dźwiny k. wsi Buj w rejonie bieszenkowickim w obwodzie witebskim, gdzie zdobył i utrzymał przyczółek, odpierając pięć kontrataków wroga i zadając mu duże straty. W 1946 został zdemobilizowany, później pracował w rejonowym oddziale kultury fizycznej i sportu w Stawropolu nad Wołgą (obecnie Togliatti), należał do WKP(b). Jego imieniem nazwano ulicę w Togliatti.

## Odznaczenia
- Złota Gwiazda Bohatera Związku Radzieckiego (24 marca 1945)
- Order Lenina
- Order Wojny Ojczyźnianej II klasy

I medale.